# Societat de Tecnologia i Coneixement
La Societat de Tecnologia i Coneixement (STIC) és una associació nascuda el 2008, amb la finalitat de fomentar la interactivitat i les iniciatives cíviques i culturals al context català a través de les tecnologies de la informació i la comunicació. Va ser presidida per l'antropòloga Trina Milan i Francesc Grau, com vicepresident. En aquest temps ha dut a terme sis edicions dels Premis Blogs Catalunya, l'acte d'entrega dels quals s'ha celebrat cada any en una ciutat diferent. En l'edició del 2013 va comptar amb prop de 700 blogs inscrits. El 2014 va cessar la seva activitat.